# Litoria dentata
Litoria dentata је водоземац из реда жаба и фамилије Hylidae.

## Угроженост
Ова врста није угрожена, и наведена је као последња брига јер има широко распрострањење.

## Распрострањење
Аустралија је једино познато природно станиште врсте.
Популација ове врсте се смањује, судећи по расположивим подацима.

## Станиште
Станишта врсте су шуме, мочварна подручја, брдовити предели и слатководна подручја.